# Stenoonops egenulus
Stenoonops egenulus là một loài nhện trong họ Oonopidae.
Loài này thuộc chi Stenoonops. Stenoonops egenulus được Eugène Simon miêu tả năm 1893.